# Holztechnik

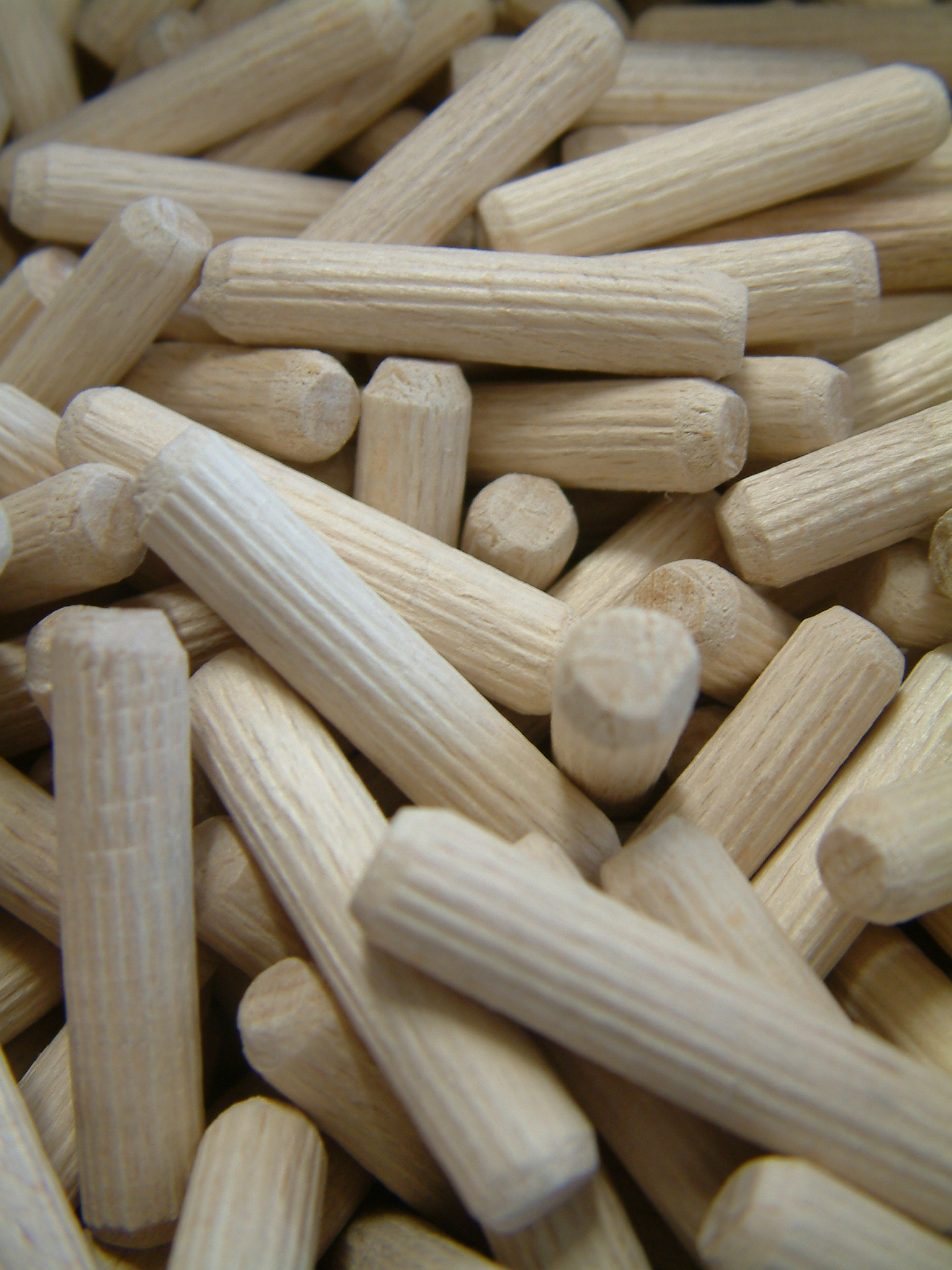
Verbindungsmittel Holzdübel

Als Holztechnik oder Holztechnologie bezeichnet man die unterschiedlichsten Techniken und Fertigungsverfahren, um den Werkstoff Holz in Halbwaren oder Endprodukte umzuwandeln. Dabei wird die Erzeugung von Halbwaren wie Schnittholz und Holzwerkstoffen als Holzbearbeitung bezeichnet. Die Verarbeitung zum Endprodukt wird Holzverarbeitung genannt.
Die Holztechnik umfasst auch die Kombination des Materials Holz mit anderen Werkstoffen und Baustoffen, wie z. B. in den wichtigen Teilbereichen Möbelbau, Innenausbau und Holzbau.
Auch die zur Holzbe- und Holzverarbeitung notwendigen Maschinen, wie z. B. Sägen, Bohrer, Hobel  werden als Holztechnik bezeichnet.
Daneben gibt es Berufe, z. B. des Holztechnikers, und Studiengänge, welche die Anwendung bzw. Entwicklung der Holztechnik zum Inhalt haben.

## Holzbe- und Holzverarbeitung

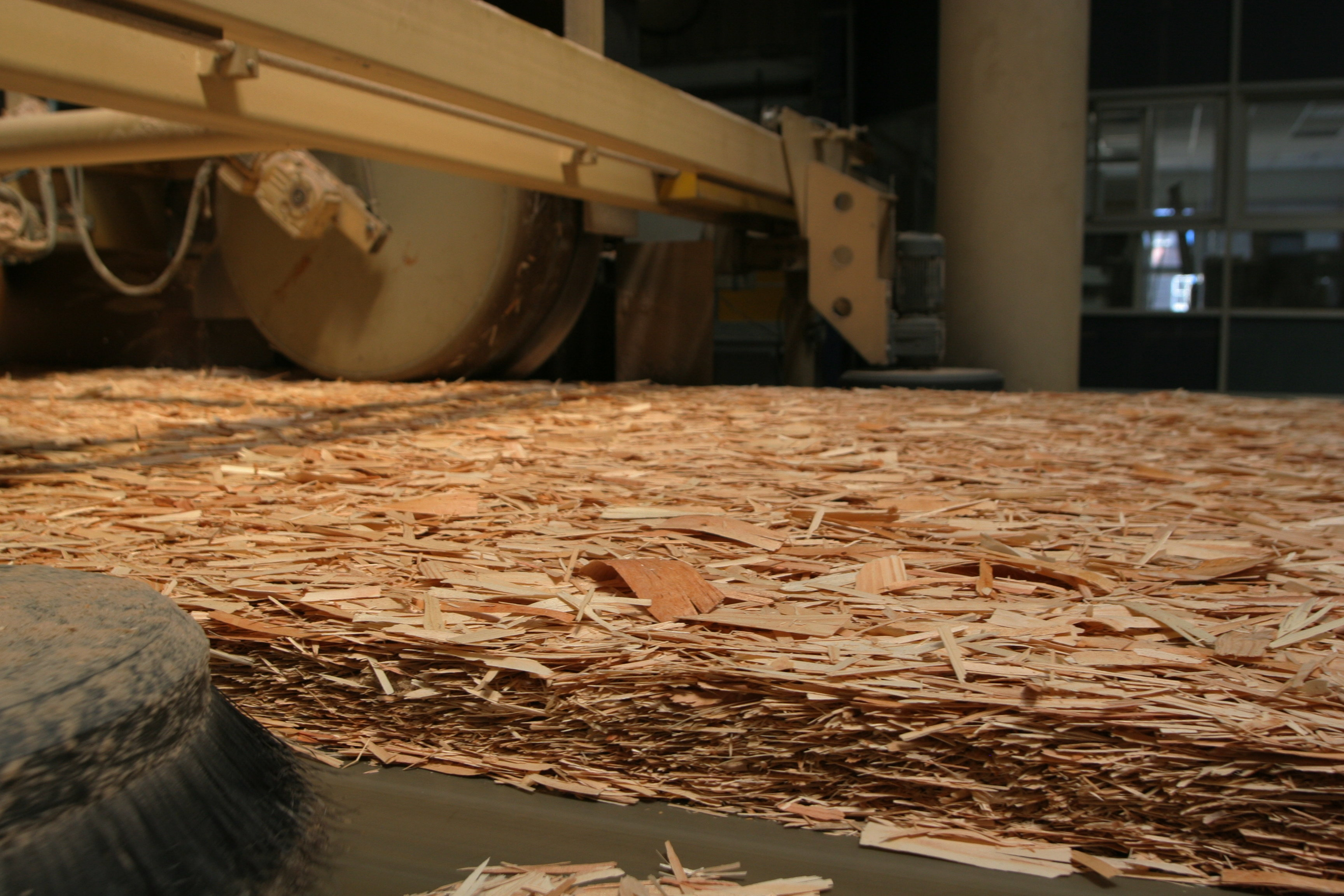
OSB-Produktion, unmittelbar vor der Presse

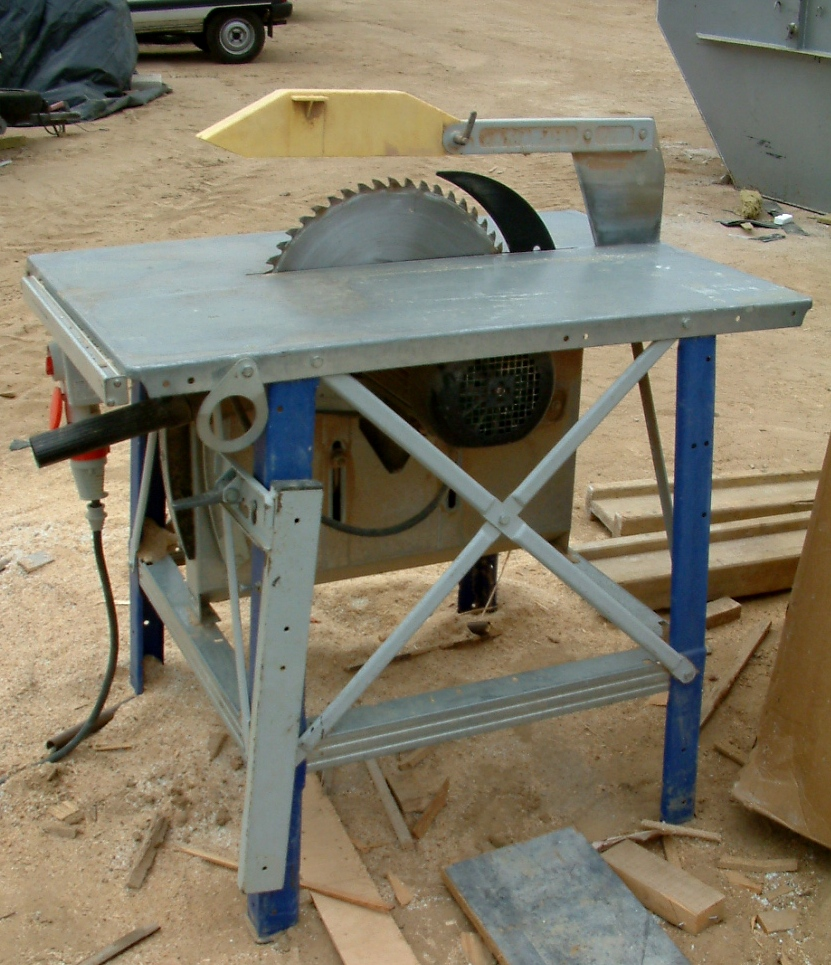
Tischkreissäge

Die Holztechnik kann in zwei Bereiche untergliedert werden:

### Holzbearbeitung
Als Holzbearbeitung wird der bzw. werden die ersten Schritte der Bearbeitung von Holz bezeichnet, die noch nicht zum Endprodukt führen. Häufig wird Stammholz eingesetzt, um in Sägewerken daraus Schnittholz, wie z. B. Balken, Bretter und Leisten herzustellen. Aus diesen Zwischenprodukten bzw. aus Stammholz oder häufig auch aus minderen Holzqualitäten lassen sich Holzwerkstoffe herstellen. Unterschieden wird zwischen Vollholz-, Holzspan-, Holzfaser- und Verbundwerkstoffen.

### Holzverarbeitung
Als Holzverarbeitung wird die Weiterverarbeitung der Produkte der Holzbearbeitung zum Endprodukt bezeichnet. Dazu gehört z. B. der Möbelbau, der Innenausbau und der Holzbau.

## Aus- und Weiterbildung
Zahlreiche Berufe aus den unterschiedlichsten Branchen werden der Holztechnik zugeordnet, wie z. B. Schreiner/Tischler, Zimmermann, Drechsler, Stellmacher, Böttcher, Holzinstrumentenbauer (z. B. Geigenbauer) und andere. Davon sind einige Berufe oder Gewerke in der Ausbildung nicht mehr oder kaum noch vertreten. Im Handwerk oder auch in der Holzindustrie schließt sich üblicherweise die Meisterausbildung als nächste Stufe an.
Dazu gibt es einige Bildungsgänge im Bereich des beruflichen Schulwesens (z. B. das Berufskolleg in Nordrhein-Westfalen), in denen man die Fachhochschulreife und die allgemeine Hochschulreife mit dem Schwerpunkt Holztechnik erwerben kann. Hier sind auch die Fachschulen für Technik mit dem Abschluss staatlich geprüfte Technikerin oder Techniker mit der Fachrichtung Holztechnik (Holztechniker) zu finden.
Fachschulen bilden staatlich geprüfte Holztechniker aus, diese stehen zwischen dem Meistergrad und dem Ingenieur.
Berufsakademien, Fachhochschulen, Technische Hochschulen und Universitäten bieten den Einstieg in Ingenieur-, Lehramts- und Wissenschaftslaufbahnen an.

## Lehrberuf in Österreich
Der Modullehrberuf Holztechnik ersetzt seit 1. Mai 2009 den Vorgängerlehrberuf Holz- und Sägetechnik. Der Modullehrberuf Holztechnik hat eine Ausbildungsdauer von 3, 3,5 oder 4 Jahren – abhängig von der Wahl eines oder mehrere Haupt- oder Spezialmodule – und erfolgt im Sinne einer dualen Ausbildung. Verpflichtend ist eine zweijährige Ausbildung im Grundmodul Holztechnik und eine einjährige Ausbildung in einem der folgenden Hauptmodule:
- Fertigteilproduktion
- Werkstoffproduktion
- Sägetechnik

Zur weiteren Vertiefung der Ausbildung kann ein zusätzliches Hauptmodul gewählt werden. In Kombination mit den Hauptmodulen Fertigteilproduktion oder Werkstoffproduktion kann auch ein halbjähriges Spezialmodul „Design und Konstruktion“ vereinbart werden (nicht in Kombination mit dem Hauptmodul Sägetechnik).
Ausbildungsdauer:
- 3 Jahre: Grundmodul + ein Hauptmodul
- 3,5 Jahre: Grundmodul + ein Hauptmodul + Spezialmodul
- 4 Jahre: Grundmodul + zwei Hauptmodule